# Christian von Schantz
Christian von Schantz, född 14 mars 1655, död 2 juli 1702 i Kurland, var en svensk ämbetsman.

## Biografi
Christian von Schantz föddes 1655. Han var son till sekreteraren Johan Eberhard Schantz hos kung Karl X Gustav och Maria Seyfritz. Von Schantz arbetade som kanslist, registrator och referendarie vid Kungliga kansliet. Han adlades 4 januari 1693 tillsammans med sina bröder Ludvig von Schantz och Fredrik von Schantz till Von Schantz och introducerades samma år i Sveriges riddarhus som nummer 1255. Von Schantz blev 16 oktober 1697 referendariesekreterare vid ven svenska expeditionen och 1699 vid tyska expeditionen. Han sköts till döds 1702 av en snapphane i Kurland och begravdes i Maria Magdalena kyrka i Stockholm.

### Familj
von Schantz gifte sig 26 september 1680 i Stockholm med Adriana Fineman (1661–1725). Hon var dotter till handelsmannen Francois Fineman och Christina von Brobergen i Norrköping. De fick tillsammans barnen Maria Adriana von Schantz (1683–1754) som var förlovad med sekreteraren Anders Gerner och häradshövdingen Lennart Ekfelt, Anna Christina von Schantz (1684–1772), Christiana von Schantz (1685–1686), kammarherren Johan Eberhard von Schantz (1687–1765), statskommissarien Carl Fredrik von Schantz (1689–1756) vid lånebanken, löjtnanten Christian von Schantz (1690–1708) vid Amiralitetet, hovjunkaren Ludvig von Schantz (1692–1730), löjtnanten Jakob von Schantz (1694–1718) vid fortifikationen, hovjunkaren Anton Gustaf von Schantz (1696–1764), löjtnanten Mauritz von Schantz (1698–1764) och Hedvig Charlotta von Schantz (1700–1762) som var gift med hovauditören Jakob Ekfelt.